# Continuidad del gobierno

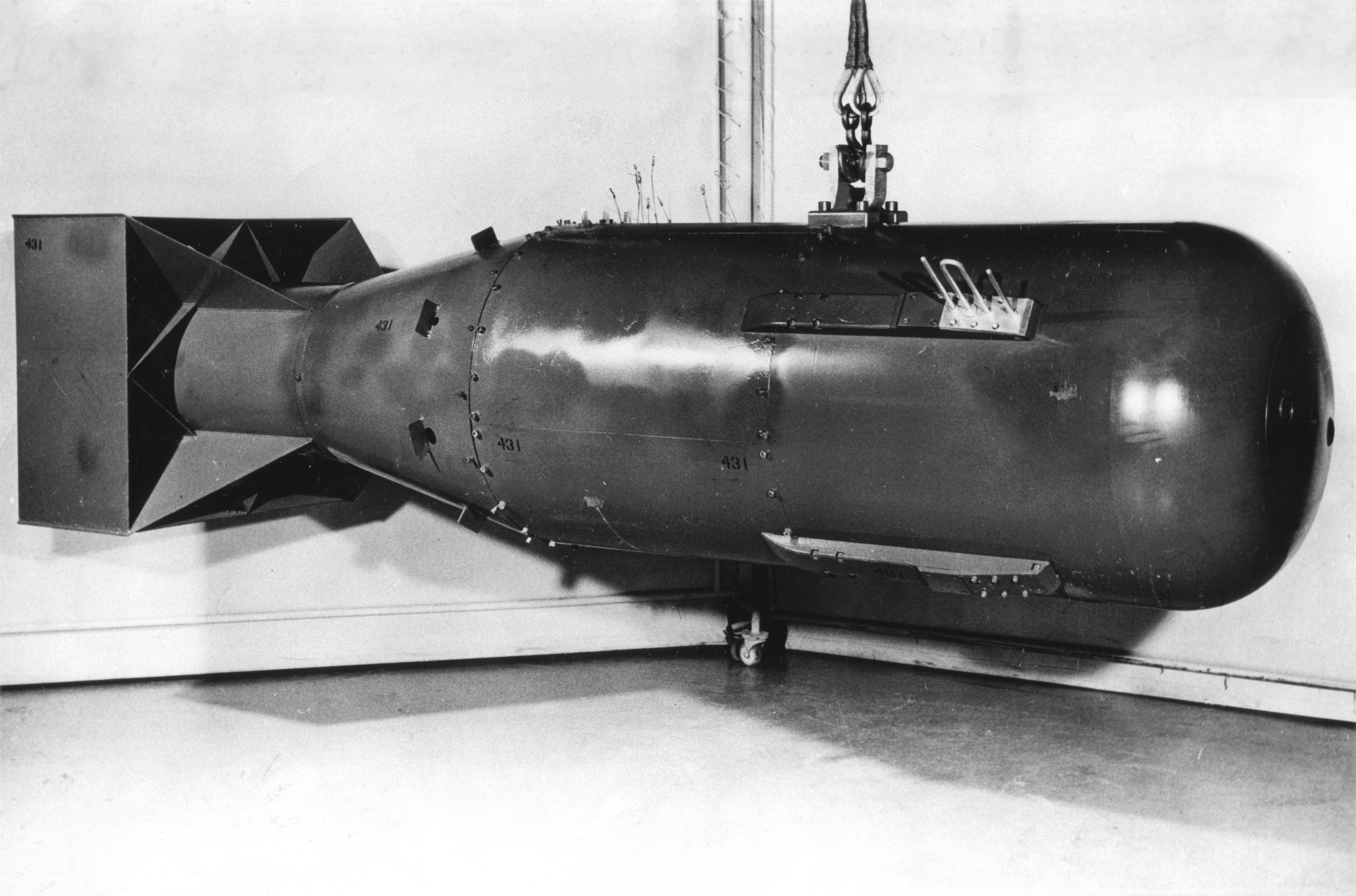
Fotografía de una maqueta de 'Little Boy', la arma nuclear arrojada en Hiroshima, Japón, en agosto de 1945.

La Continuidad del gobierno (en inglés) Continuity of government (COG) es el principio de establecer los procedimientos definidos que permitan a un gobierno seguir sus operaciones esenciales en caso de una guerra nuclear u otro acontecimiento catastrófico. Primero se desarrolló por el gobierno británico durante la Segunda Guerra Mundial para contestar sobre la amenaza de la Luftwaffe, que bombardeaba las funciones del gobierno durante la Batalla de Gran Bretaña, la necesidad de continuidad de los planes del gobierno más urgentes con la proliferación nuclear, los países durante y después de la Guerra Fría elaboraron planes de ese tipo en caso de una guerra nuclear para evitar la confusión y el desorden en un vacío de poder, a raíz de un ataque nuclear.

## Continuidad del gobierno en los Estados Unidos
- Cada instalación es homóloga a su equivalente en tiempos de paz.
- Site R (Raven Rock) → El Pentágono (Departamento de Defensa)
- Month Weather → Agencia Federal de Gestión de Emergencias (FEMA)
- Camp David → Oficina Ejecutiva del Presidente de los Estados Unidos
- Desconocido → Congreso de los Estados Unidos (The Greenbrier tendría que ser utilizado hasta 1992, cuando este fue clausurado)
- Centro de Conservación Nacional Audiovisual (Mount Pony) → Departamento del Tesoro/Reserva Federal (Vendido en 1997 al Centro Nacional de Conservación Audiovisual, que ya no era parte de la continuidad del gobierno).
- Cheyenne Mountain → Comando de Defensa Aéreo Norteamericano (NORAD)
- También, sistemas móviles son utilizados para el control y el mando adicional.
- E-4, E-135, EC-130, E-6 son todos centros de mandos aéreos.
- Air Force One es el término para cualquier avión de la Fuerza aérea de los Estados Unidos viajes del Presidente de los Estados Unidos. Sin embargo, el término se refiere normalmente a un Boeing VC-25A que utiliza normalmente el `presidente. Mientras que el VC-25A está equipado con numerosos sistemas para garantizar su supervivencia, en caso de una emergencia, sería recomendable utilizar el Centro Nacional de Operaciones Airborne, un Boeing E-4 construido especialmente como un puesto de mando móvil para sobrevivir. El Secretario de Defensa también puede usarlo, así miembros de la Autoridad Nacional de Comando. Es también posible que el presidente autorizara al Vicepresidente para usarlo, dependiendo de las circunstancias.

- Datos: Q4382730